# Liste der Monuments historiques in Concoret
Die Liste der Monuments historiques in Concoret führt die Monuments historiques in der französischen Gemeinde Concoret auf.

## Liste der Bauwerke
| Bezeichnung | Beschreibung | Standort      | Kennzeichnung | Schutzstatus | Datum | Bild           |
| ----------- | ------------ | ------------- | ------------- | ------------ | ----- | -------------- |
| Schloss     |              | Comper (Lage) | PA56000001    | Inscrit      | 1996  | weitere Bilder |

## Liste der Objekte
- Monuments historiques (Objekte) in Concoret in der Base Palissy des französischen Kultusministeriums